# Ali Thani Jumaa
Ali Tani Yumaa (en árabe: علي ثاني جمعة‎; Sharjah, 18 de agosto de 1968) es un exfutbolista emiratí que jugaba en la posición de mediocampista.

## Carrera

### Club
Jugó toda su carrera con el Sharjah FC de 1987 a 1998. con quien ganó la UAE Pro League en tres ocasiones, la copa nacional en tres ocasiones, una supercopa en 1994 y fue finalista de la Copa de Clubes Campeones del Golfo en 1991.

### Selección nacional
Jugó para Emiratos Árabes Unidos de 1988 a 1994 en 14 partidos y anotó tres goles, uno de ellos en la derrota ante Yugoslavia en la Copa Mundial de Fútbol de 1990, además de formar parte del equipo que jugó la Copa Asiática 1988 y en los Juegos Asiáticos de 1994.

## Logros
- UAE Pro League: 3

1988/89, 1993/94, 1995/96
- División 1 de EAU: 1

1992/93
- Copa Presidente de Emiratos Árabes Unidos: 3

1990/91, 1994/95, 1997/98
- Supercopa de los Emiratos Árabes Unidos: 1

1994